# John and Mable Ringling Museum of Art

[[

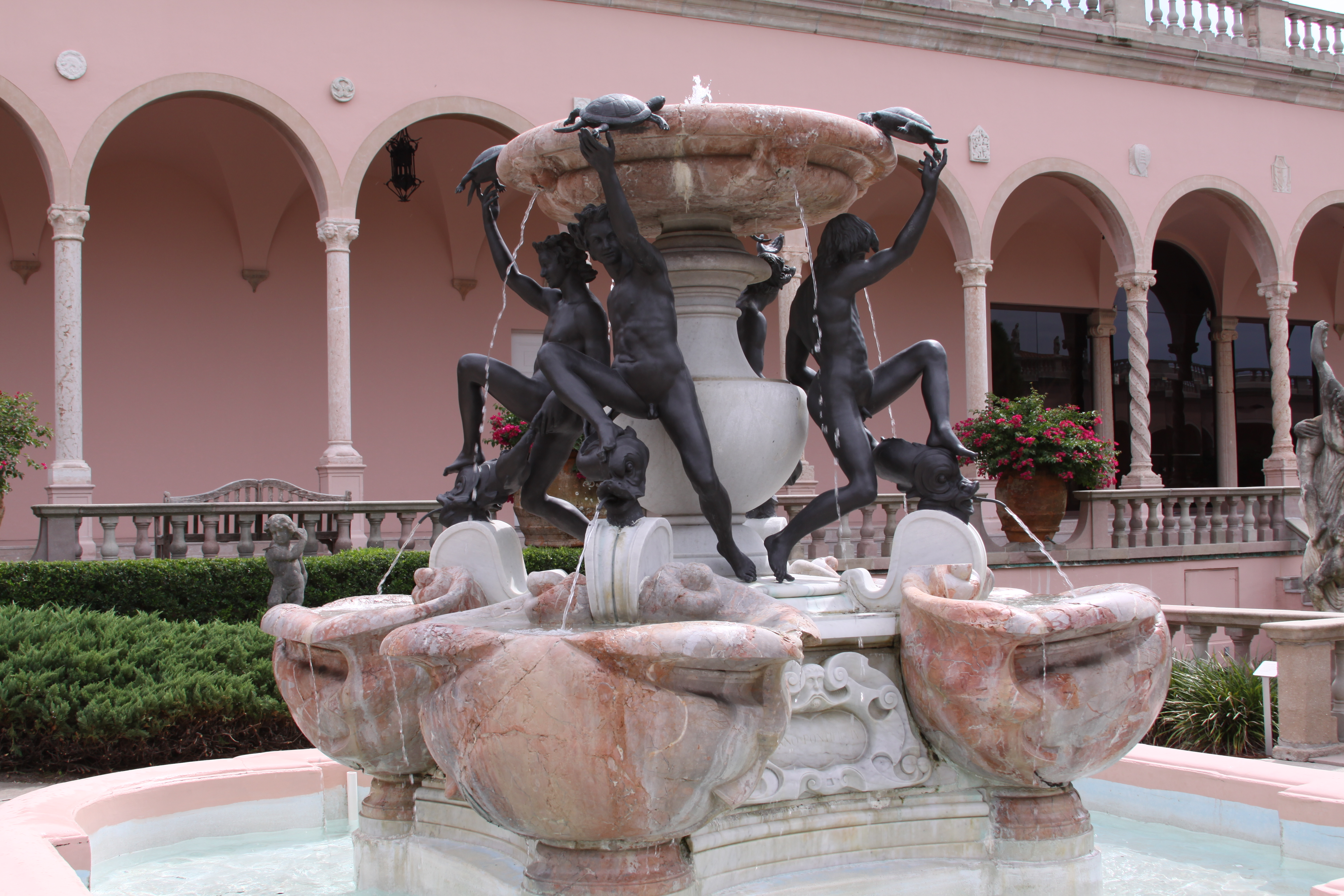
Fuente de las Tortugas-John and Mable Ringling Museum of Art

O John and Mable Ringling Museum of Art é o museu de arte oficial do estado da Flórida (EUA), localizado em Sarasota. Foi fundado em 1927 como um legado de Mable Burton Ringling e John Ringling para o povo da Flórida. A Florida State University assumiu a administração do museu em 2000.